# Zagórze (powiat świebodziński)
Zagórze (niem. Klein Heinersdorf) – wieś w Polsce położona w województwie lubuskim, w powiecie świebodzińskim, w gminie Lubrza. Najdalej na zachód wysunięta miejscowość gminy. 
W latach 1975–1998 miejscowość należała administracyjnie do województwa zielonogórskiego.

## Zabytki
Do wojewódzkiego rejestru zabytków wpisane są:
- dom nr 21, murowano-szachulcowy, z XVIII wieku
- czworak nr 23, szachulcowy, z XVIII wieku - budynek gospodarczy z resztki zabudowy folwarcznej

inne zabytki:
- pozostałości parku dworskiego, we wsi
- pozostałości po cmentarzu ewangelickim, w pobliżu wsi[5].